# Krystal (Restaurantkette)
Krystal ist eine US-amerikanische Schnellrestaurantkette, mit Sitz in Dunwoody, die hauptsächlich Hamburger verkauft und ihre Filialen im Südosten der USA hat.
Das Unternehmen wurde 1932 von Rody Davenport Jr. und J. Glenn Sherill in Chattanooga, Tennessee gegründet. Krystal gilt damit als die älteste Schnellrestaurantkette der Südstaaten und die zweitälteste der USA. Heute besitzt Krystal 302 Filialen in 11 Bundesstaaten.
Der Name des Unternehmens ist auch der Name seines Hauptprodukts, dem „Krystal“, einem kleinen, quaderförmigen Hamburger. Daneben sind weitere Spezialitäten der „Pups“ genannte Hot Dog und der „B.A. Burger“, ein großer Hamburger, der zu 100 % aus Angus-Rindfleisch besteht.

## Geschichte

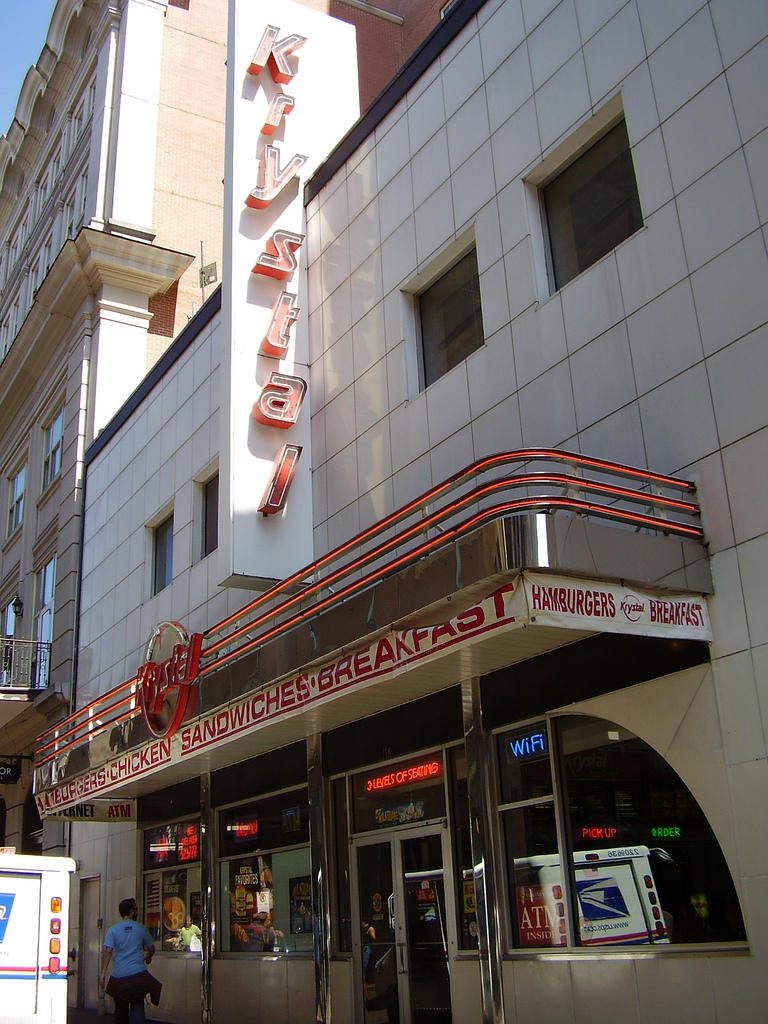
Krystalfiliale in New Orleans

In den ersten Jahren der Großen Depression wurde Krystal am 24. Oktober 1932 in Chattanooga, von Rody Davenport Jr. und seinem Partner J. Glenn Sherrill gegründet. Die Idee dazu kam, nachdem Davenport ein White Castle besucht und dessen Erfolg festgestellt hatte. Da Davenport und Sherrill großen Wert auf Sauberkeit legten, kam Davenports Frau auf „crystal clean“ oder „sauber wie ein Kristall“ in den Sinn für den Firmennamen. Zwei Tage später nahmen sie bereits die erste Bestellung entgegen.
Der erste Krystal Drive-Thru wurde am 3. September 1956 eröffnet.
Am 28. November 1968 kamen die ersten drei Krystal-Fried-Chicken-Restaurants in Chattanooga hinzu.
Waren die Restaurant bis jetzt unter eigener Regie, so schuf Krystal am 13. Januar 1990 die Gelegenheit als Franchisenehmer aufzutreten. Carolyn und Wayne Hale kauften sieben Standorte in Athens und Troy, Alabama, Hinesville und Newnan, Georgia, sowie Cookeville, Crossville und Manchester, Tennessee.
Am 4. Oktober 2012 verkündete die Chattanooga Times Free Press, dass Krystal 80 Jahre nach seiner Gründung seinen Firmensitz nach Atlanta verlegen wird. Das in Atlanta ansässige Unternehmen Argonne Capital hatte Krystal sieben Monate zuvor für 175 Millionen Dollar gekauft.
Im Januar 2020 meldete Krystal Insolvenz an und beantragte Schutz gemäß Chapter 11 des US-amerikanischen Insolvenzrechts. Im Juni desselben Jahres erwarb die Fortress Investment Group im Wesentlichen alle Vermögenswerte von Krystal, darunter etwa 300 unternehmenseigene und Franchise-Standorte.

## Interessantes
In einem Interview aus dem Jahr 2017 erwähnte Priscilla Presley, dass Elvis Presley in Memphis, Tennessee, gerne Krystal-Hamburger aß. Elvis war bereits am 12. Februar 1954, zusammen mit „Daddy-O“ Dewey Phillips, der Elvis seine erste Sendezeit gab, im Krystal-Restaurant um hundert Sliders zu bestellen die an die Menschenmenge verteilt wurde die Elvis sehen wollten. Elvis und Philipps waren zeitlebens große Fans von Krystal und kauften „säckeweise“ Burger, übrigens als Produkt im Angebot der Kette.

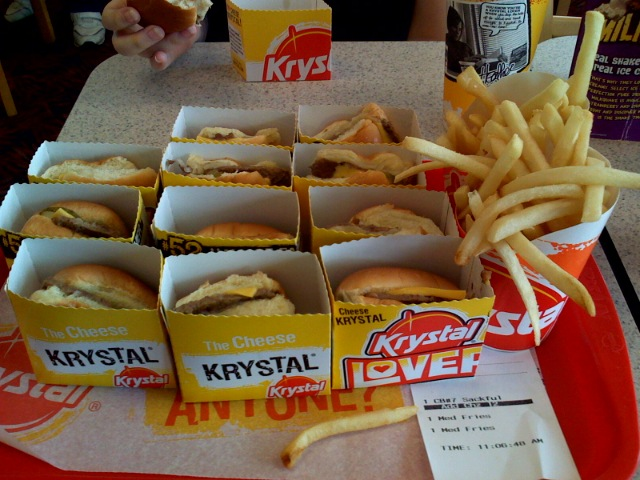
Die kleinen Krystal-Burger werden auf der Schmalseite stehend verpackt und dutzendweise verkauft

Während eines Besuchs in Chattanooga im Jahr 1987 rief der Stab von Präsident Reagan Krystal für eine außergewöhnliche Mission an. Der Präsident sehnte sich nach Krystal und brauchte 120 Cheese Krystals, 40 normale Pommes frites und 35 Shakes, bevor das Flugzeug des Präsidenten abheben konnte. Daraufhin holten Bezirksleiter Ray Proffit und Gebietsleiter Tim McDonald Brötchen, Senf, Essiggurken, Zwiebeln und zwei tragbare Grills und fuhren mit einer Polizeieskorte zum Flughafen. Die Krystal Grills wurden neben der Air Force One aufgestellt, und das Team machte sich ans Kochen. Während die Burger auf dem Vorfeld gebraten wurden, wurden die Pommes frites in der Flugzeugküche zubereitet.